# إلناز حبيبي
الناز حبيبي ((بالفارسية: الناز حبیبی.) مواليد 12 أغسطس 1988 في طهران، إيران) هي ممثلة إيرانية وشاركت بأعمال تمثيلية عديدة في إيران.
إلناز حبيبي أصلها من مدينة همدان. بدأ مشوارها الفني وهي طفلة في التاسعة من عمرها وفي هذا الفيلم بالصدفة أحد من أقربائها كان مديرا للإنتاج، وبعدها بدأ التمثيل في المسرح. منذ عام 1997 بدأت التعاون مع مركز التنمية الفكرية للأطفال والمراهقين. وقد شاركت حتى الآن في العديد من المسلسلات التلفزيونية والأفلام. اختارها سعيد سلطاني في ثلاثة من أفلامه، كذلك في ما بعد ظهرت إلناز حبيبي أمام الكاميرا في 3 أفلام لكيانوش عياري.

## فيلموغرافيا (قائمة أفلام)
- 2011 - بيتزا مخلوط

## المسلسلات
| سنة  | اسم المسلسل                                    | دور                     | المخرج      |
| ---- | ---------------------------------------------- | ----------------------- | ----------- |
| 2007 | سيرة د.قريب (روزگار قريب)                      |                         |             |
| 2009 | المسافات (فاصله‌ها)                             | صبا                     |             |
| 2010 | خمس كيلو مترات إلى الجنة (پنج كيلومتر تا بهشت) |                         |             |
| 2010 | اليوم الثلاثون (سي امين روز)                   |                         |             |
| 2010 | حتى ثريا (تا ثريا)                             | الناز دختر كوچك خانواده |             |
| 2010 | حافة النار (لبه آتش)                           |                         |             |
| 2011 | نسيان (فراموشي)                                | صدف                     |             |
| 2012 | به خاطر مونا                                   |                         |             |
| 2013 | مدينة                                          |                         | سيروس مقدم  |
| 2013 | المدخنة (دودكش)                                | عاليه                   |             |
| 2014 | متاعب عظيم (دردسرهاي عظيم)                     | بهار                    |             |
| 2014 | على طريق الصواب (سر به راه)                    |                         | سعيد سلطاني |
|      | الغميزة (قايم باشك)                            |                         | مهران مديري |
| 2015 | متاعب عظيم 2                                   |                         |             |

## روابط خارجية
- إلناز حبيبي على موقع IMDb (الإنجليزية)
- إلناز حبيبي على موقع قاعدة بيانات الفيلم (الإنجليزية)